# Strotarchus
Strotarchus is een geslacht van spinnen uit de familie Cheiracanthiidae.

## Soorten
- Strotarchus alboater Dyal, 1935
- Strotarchus minor Banks, 1909
- Strotarchus nebulosus Simon, 1888
- Strotarchus piscatorius (Hentz, 1847)
- Strotarchus planeticus Edwards, 1958
- Strotarchus praedator (O. P.-Cambridge, 1898)
- Strotarchus tropicus (Mello-Leitão, 1917)
- Strotarchus violaceus F. O. P.-Cambridge, 1899
- Strotarchus vittatus Dyal, 1935